# 秀逗魔導士角色列表

## 人類

### 主要角色
莉娜·因巴斯（配音員： 林原めぐみ； 馮友薇(無印)→汪世瑋(NEXT)→謝佼娟(TRY)／龍顯蕙(劇場版)； 吳小藝）
本作的主角。自稱「天才美少女魔導士」，是超一流的魔導士，除了魔導士及盜賊外，在一般人當中也相當有名。因為姊姊的一句「去看看這個世界吧」而踏上旅途。故事一開始時是15歲。個性活潑，胸部很小。
高里‧加布列夫（配音員： 松本保典； 正昇(無印)→李香生(NEXT)→孫誠(TRY)； 雷霆）
傭兵出身的劍士。自稱是莉娜的監護人。其為打倒賽拉格魔獸沙那法的光之劍士的後裔。和莉娜相遇開始就一起結伴旅行。個性寬厚單純，不會使用魔法。
白蛇娜卡（配音員： 川村万梨阿； 馬君珮； 黃玉娟）
自稱是莉娜最大的對手。身材惹火、有一對巨乳的性感美人，個性隨和，經常以招牌的高笑來對應各種場合。
和莉娜的關係時友時敵，在外傳及電影版中十分活躍。
真實身分為阿梅莉雅的姊姊「葛蕾希亞·烏爾·娜卡·賽倫」
傑路剛帝士・格雷瓦茲（配音員： 綠川光； 劉傑(無印)→于正昌(NEXT)→符爽(TRY)； 李家輝）
精明的魔劍士，為莉娜手中的某個物品而追擊莉娜等人。
原為普通的人類，直到遇上了自己的祖先赤法師雷藏，為了追求力量而答應幫他尋找賢者之石，然而雷藏所給予的力量卻是將傑路變成邪妖精和岩石人的合成獸（奇美拉）。對此傑路心有不甘，內心漸漸醞釀出反叛之意。
雷藏事件結束後就與莉娜一行人告別，為了恢復原來的身體而踏上旅途。之後因為尋找異界默示錄的途中又碰上了莉娜他們，為了尋找恢復原本身體的方法才加入同行。
使用的魔法只有精靈魔術（動畫版中則也會使用黑魔術）。本身較常使用高位咒文，因此除了加梅莉亞教他的治癒術之外，似乎很少看到攻擊咒文以外的魔法。最常用的咒文為將魔力灌入武器中的「魔皇靈斬」。另外，因為具有三分之一的岩石人體質，尋常刀劍武器難傷，在近身白兵戰中頗有優勢。
阿梅莉雅・威爾・迪斯拉・賽倫/加梅莉亞（配音員： 鈴木真仁； 敖冰欣(無印)→謝佼娟、施依琳(NEXT)→謝佼娟(TRY)； 曾秀清）
赛伦王家第一王位继承人菲尔的次女，賽倫第二公主、正義的夥伴，同时也是賽倫的首席巫女。從小便與姊姊娜卡一起學習魔法。母后雖然早逝，不過受父亲的影响，她和娜卡倆都從父親那習得超強體技，也经常能看见她模仿正义英雄的动作。在两拳注入「霊王結魔弾」，使用纯物理攻击也能打倒纯魔族。動畫雖未特別提及，但其實阿梅莉亞和娜卡於白魔術、黑魔術、精靈魔術均有涉獵。個性善良活潑，胸部跟莉娜一樣平的可憐，但動畫版則相反。
希爾菲兒・那魯斯・萊塔/梅菲兒（配音員： 冬馬由美； 敖冰欣(無印)→龍顯蕙(NEXT)； 龙德琼）
塞拉格的首席巫女。黑魔術、白魔術能力一流，精靈魔術也很擅長，暗戀著高里。是作品中最關鍵的角色，只在重大的事件中現身，並時常起最關鍵的效用。在遊戲中以知識見長，多在其加入後事件就解決了。
在莉娜、高里、傑路被冒牌雷藏、艾麗絲通緝時，曾經和神官長的父親一同為高里辯護，但後來父親慘遭兩人毒手；鎮民皆盲信雷藏而孤立無援的希爾菲兒只好與偶然遇見的傑路一起暗殺雷藏，但行動未遂，兩人只得逃亡，並於後來與莉娜、高里會合。在塞拉格崩毀後寄宿於賽倫的叔叔格瑞家，但在知悉菲爾是王子的殘酷事實後不支倒地，爾後擔任魔法醫叔叔的助手。在聽聞塞拉格復甦以及神聖樹消失的傳說後為了確認真相前往塞拉格，與莉娜等人會合，營救被冥王抓走的高里，並在緊要關頭釋放龍破斬。有向莉娜習得龍破斬，和她對冥王使用雙重龍破斬被冥王迴避。

### 其它角色
雷藏．格雷瓦茲（配音員：子安武人／無印（台灣）：李香生、孫中台/ 香港: 冯志辉）
名列五大賢者之一的魔導士名人。雙眼失明，手持法杖，四處雲遊救世，因身著一襲紅色法衣，故世人稱為赤法師雷藏。
為了睜開雙眼，致力研究白魔法，然而因為復明仍是無果，到了最後不惜使用賢者之石想喚醒赤眼魔王，想以與惡魔的契約來達成願望。但實際上雷藏早就被赤眼魔王作為依憑的對象，雙眼失明就是因此所致，所以在睜開雙眼的同時，在他身上的魔王封印也被解除，成為第二個甦醒的魔王碎片。隨後以他僅存的意識短暫封住魔王的行動，讓魔王被在光之劍上的不完全版「重破斬」消滅。
與年輕的外表不符，實際上已經活了很長的歲月，與傑路剛帝士有血緣關係。
佐鲁夫（配音員：平野正人）
傑路剛帝士的部下。原本為了得到賢者之石而潛入盜賊團，結果被前來消滅盜賊團的莉娜咒語波擊，全身因受傷而綁著繃帶，被莉娜戲稱為「木乃伊男」。原本的長相其實非常英俊。
曾因為誤判了莉娜的魔法而被她嘲笑是三流魔法師，但實際上卻有能使用龍破斬的實力。
因為效忠對象是傑路，在他背叛雷藏後也跟著倒閣。在赤眼魔王復活時，想使用龍破斬消滅魔王，然而因為龍破斬的力量本就源自赤眼魔王而攻擊無效，最後與罗帝玛斯一同被其所殺。
罗帝玛斯（配音員：寶龜克壽）
傑路剛帝士的部下，實力不差的中年男性，原本是名騎士，性格上頗有原則。
因為效忠對象是傑路，在他背叛雷藏後也跟著倒閣。在赤眼魔王復活時，在佐鲁夫使用龍破斬後發覺不對勁，上前救援，結果與佐鲁夫一同被魔王所殺。
哈爾西佛姆（配音員：中田和宏）
第二卷登場。亚特拉斯魔導士協會的前理事长，爲了讓死去的愛人露碧雅復活而進行「不死的實驗」。和魔族賽格拉姆定下契約得到「錯誤的不死之身」。最後被露碧雅的複製人殺死。
露碧雅
第二卷登場。有著一頭晚霞般紅髮的少女，哈爾西佛姆的侍從，而真實身分是早已死去的露碧雅複製人。一心希望阻止自己的主人，最後不得已的親手殺了哈爾西佛姆。第十五卷與莉娜高里重逢，在亚特拉斯開了花的溫室。
動畫板中哈爾西佛姆沒有製作露碧雅的複製人，而本人在哈爾西佛姆灌注的大量能量下甦醒，但並非真的復活，只是像傀儡般的活動而已。甦醒後開口祈求死亡，痛苦的哈爾西佛姆便與其以魔法一同自爆而死。
愛麗絲（配音員：石川悅子／台灣：敖冰欣）
默默無名的賞金獵人少女，追捕著被雷藏高而懸賞的傑路剛帝士，陰錯陽差的捲入了莉娜一行人的風波中而一起同行。
真面目卻是一切的元兇，是雷藏的原部下，擅長魔術。愛慕雷藏，為了替他報仇而操縱雷藏過去實驗用的複製人，冒充其身份進入塞拉格，取得信任的同時暗中將塞拉格納入自己掌控，對莉娜、高里與傑路發出通緝令，誘使他們前來塞拉格。扮成賞金獵人接近傑路士，為了混入莉娜一行人之中以伺機下手。
在過程中被莉娜發現破綻而被揭穿，原本要用蘊含大量魔力的雷藏複製人作為王牌反擊，沒想到雷藏複製人早在過去的實驗中運生自我，在愛麗絲失去利用價值後將她殺害。
布爾滾
額頭上嵌著一個紅寶石的魔導士。總是身穿大長袍，不斷追擊著莉娜一行人。實力普通，但不論被擊倒多少次都會再出現，如同不死之身般的難纏，實際上一直出現的布爾滾其實是被傀儡魔法操縱的人，而操縱他的人就是愛麗絲。
菲力欧奈尔.艾尔.戴.赛伦（配音員： 安西正弘、稻葉實（TRY第1话·REVOLUTION）； 孫中台(無印)→ 于正昌(NEXT)→孫誠(TRY)）
塞伦王室的第一王位继承者。俗称菲尔王子。莉娜语，「满脸胡子，大约四十岁上下的大叔」。因为父亲依旧在位，至今依旧是王子。身份与外貌不能划等号，外貌给人的感觉是山贼。是和平主义者，不喜欢战斗。同时，因为比自己的生命和利益更尊重国民的生活，深得民众爱戴。有“和平主义者”原创的必杀技(「和平主义者之拳」「人畜无害踢」等)的铁拳制裁。因为是和平主义者，不使用武器等，全部用空手攻击，即使以普通的剑士和魔道士感到棘手的亚魔族也能简单打倒。在外传和正编都有出场。
杜可立斯（配音員：松山タカシ）
小说中是魔王崇拜教团克罗斯属下的白虎人合成兽。被伙伴利用完随即抛弃的流浪俑兵。在受重伤快死掉的時，被克罗斯用变成合成兽的方式所救。虽然知道到头来自己还是一枚『棋子』，但因为无处可去所以也就听由克罗斯的命令。
動畫設定為原本是塔佛拉希亞王國中的王子護衛，後來國家蔓延不治之症時得不到其他國家的救援物資，從此開始對這些國家有著憎恨之心；赤法師雷藏當時為了避免情況惡化，將塔佛拉希亞國的人民們裝進水晶之中以保存生命，另外將波克塔及杜可立斯兩人的靈魂移轉在布偶及獸人中。
拉多克·蘭滋德（配音員：飛田展男）
威森地數一數二的商人。有著攙雜了白髮的黑髮。上一代是在凡曾迪第一的商家，但從他這一代開始衰退。在地的居民對他的評價是「雖然沒有經商才能，但是個性情溫和的好人」，有著不錯的正面評價。
但其背後以「祖馬（ズーマ）」之名執行暗殺者的工作，有「暗殺者中的暗殺者(アサシン·オブ·アサシン)」之稱，有名到連娜卡和阿梅莉亞也知道。雖然會使用魔法，但相當執著於用自己的雙手手刃被害者，所以魔法通常是輔助性質的被使用；體術部分則是可以和高里匹敵。同時，只會向僱主和被害者報上名字。只要有付訂金，縱使僱主死亡也會徹底執行委託，就某一方面來說是超級敬業到讓人頭痛的人物。
根據原作者的解釋，他成為暗殺者的理由是因為妻子被強盜殺害，對那些強盜的復仇心被擴大扭曲而成為暗殺者。
在REVOLUTION及EVOLUTION-R中以被喬昆妲委託殺害莉娜等人的形式登場。
因他父親的成功招他人眼紅而被盜賊捉住他與妻子，卻又因拿不到贖金而被囚禁。他只能一路看著妻子傷重不治逐漸化為白骨。當時的盜賊又因捲入莉娜他們在塞拉格的戰鬥而亡，使得他無法復仇而對莉娜個人抱有恨意。與莉娜等人在圓形劇場作戰時失去了雙臂。此後用長眠於冥王之壺中雷藏的力量，與魔族融合復活了手臂，表面作為被祖馬盯上的拉多克=蘭滋德僱用莉娜等人，引誘他們來作戰。不過被兒子阿貝爾（配音員：岡本信彥）知道了身份。將達格羅道和古度澤作為雙手的祭品，殺死了打算阻止的阿貝爾後，被莉娜的神滅斬再次斬斷雙臂，最後死於傑洛士之手。
偉澤·弗雷昂（配音員：大塚明夫）
為魯威納加德王國的特別搜查官。在波可塔引起的魔道坦克破坏事件的犯人到处跟随莉娜等人。平时藉著追捕莉娜为由，事实上是在寻找卢比那加尔德王国国内高层人物的弊端，注意到连续贵族宠物诱拐事件的黑幕是国家的上层，为了抵御来自上面的压力假装将莉娜作为犯人怀疑，利用莉娜解决事件的。后来追击沙那法时与莉娜等人同行。
小说版，卢比那加尔德王国改建为共和国制后，作为卢比那加尔德共和国特别搜查官。追踪进行非法实验而逃走中的贝鲁基斯前国王和王室近卫兵团，协助偶然访问了索勒瑞亚的莉娜等人打败贝鲁基斯。战斗能力与莉娜等人相比并不差。在小说外传和正编都出场过。顺便一说，正编登场的时候的插图是模仿蒙面超人。
露娜·因巴斯
赤龍神的騎士，是莉娜的親生姐姐，也是莉娜最大的剋星及惡夢，其力量之強大令人為之恐懼，打工的工作是女服務生。傳聞只用菜刀就能切開龍破斬，只靠一根牙籤就能殺死一條龍；或許是因為早期莉娜曾被姐姐長期魔鬼訓練的關係，導致現在一聽到姐姐的名字就會嚇得皮皮挫。

#### 小說登場角色
羅德
第二卷登場。紫色塔利姆的部下，非常欣賞高里的劍術。爲了能與高里一決高下，轉投哈爾西佛姆麾下，砍傷了朗茲，最後被高里所殺。
朗茲
第二卷登場。有著一頭紅髮的劍客，在亞特拉斯市曾對莉娜性騷擾，後和莉娜及高里一起在塔利姆手下工作。雖不及高里，但是實力不差，非常景仰高里的高超劍術。
第三卷時巧遇正要去賽拉格的莉娜兩人，之後便同行了一段時間。過程中不慎被愛麗絲的紅寶石控制，砍傷莉娜，恢復神智后極為懊悔，在後來爲了保護莉娜打倒了下位魔族维滋亚。
第三卷在登場時留了大鬍子，讓莉娜一時認不出來。
爱芮亚·艾雪佛德
第十一卷登場。克里姆佐鎮魔导士协会所属的魔导士，貝爾的妹妹。只会使用一点攻击咒文，缺乏作战经验和胆量。委託莉娜和高里去克里姆佐救姐姐。爲了把想法傳遞給姐姐，阻止姐姐的動作，伏在魔劍都古魯法上自殺。
特拉魯
第十一卷登場。旅行的魔道士。所使用的咒文和爱芮亚没有太大区别，但应用方法非常适应于战斗。爲了逃避魔導士協會的徵召而與莉娜，高里，爱芮亚相遇。幫助他們去救貝爾，被艾若斯贯穿右胸死亡。遗体最后被莉娜等人被埋葬了。
貝爾
第十一卷登場。爱芮亚的姐姐。因為憎恨被霸王將軍希拉的魔劍附身變成半人半魔，最後被莉娜所殺。
路克
小說第二部出場。魔法剑士，与米丽娜一起旅行的黑色短发的宝物猎人。深爱着米丽娜，经常向她表示爱意，但被对方很冷淡地对待。自称「米丽娜爱的奴隶」。擅长黑魔法，能使用向赤眼魔王借力的红色之剑「魔王剣」。
其实体内封印了魔王的碎片，路克强烈的憎恨使自己渴望着同魔王结合。由于在毁灭世界与自己毁灭中选择了后者，最终被莉娜的「竜破斬」打败。
米麗娜
小說第二部出場的魔法剑士，個性冷靜，長期和路克一起旅行，因為自身不知如何應對，只能故意無視路克的愛意。擅长使用精灵魔法，用得多的攻击咒文是对魔族也很有效的「螺光衝霊弾」。不过，在作战中偏向支持同伴和组合为中心。
第十四卷因為大意被有毒的刀刺中，因为寺院的纷争导致毒素蔓延，对路克留下「不要憎恨人类」的遗言后不治身亡。她的死使路克成為赤眼魔王。
杰伊特·科德威
第十二卷登場。米麗娜，路克的雇主，迪爾斯王國該利亞王宫青骑士团第二部队所属骑士。剑技在莉娜之上，路克之下。可以打败下级恶魔等级的魔族。拒絕了莉娜請他逃到謝菲莉雅去的忠告，后和莉娜，高里，米麗娜，路克一起解決了霸王將軍希拉引起的動亂。
第十三卷独自到被封闭的王宫调查被霸王的手下改造成半人半魔，最後死于路克的剑下。
克雷斯·罗伦希欧
第十四卷登場。祭祀水龍王的神殿的大神官，雇傭了米麗娜和路克。因為不會「復活」，無法救米麗娜。後來在路克的復仇行動中被波及。他對路克說：“請殺了我吧。如果真的能就此結束的話。”十四卷最後拒絕了擔任神官長。

#### 動畫原創角色
山格斯（配音員：島田敏／台灣：劉傑(無印)→李香生(NEXT)）
無印登場的原創角色，賞金獵人，使用的武器是『啸音剑』。與布爾滾受愛麗絲僱用與莉娜等人為敵，視高里為對手。
NEXT中，带着『啸音剑Ⅱ』一起登场，在对菲布里佐的战斗中援助了莉娜方。最后与瑪露琪娜结婚，成为佐亚那王国的国王，不过，作为王国复兴资金收集的一环，继续着佣兵的职业。
瑪露琪娜·佐亚纳·梅尔·纳芙拉蒂诺娃（配音員：柊美冬／台灣：龍顯蕙）
Next原創角色，為佐亞納王國的公主。個性古怪又蠻橫無理，連父親都得必須屈服在她的淫威之下，但也有溫柔的一面。信奉著自己幻想創造出來的魔人佐亞納古斯塔，妄想征服世界卻在Next中，被莉娜用龍破斬將佐亞納王城化為廢墟，因此發誓一定要向莉娜報復復興王國。明明完全不會使用魔法卻靠著一己的執念達成對莉娜的詛咒。後來嫁給山格斯。
於16話其实擅长「草地网球」。名字的来历是女子网球名將玛蒂娜·纳芙拉蒂诺娃。
波克塔（配音員：小林由美子）
Revolution原創角色。原本為塔佛拉希亞王國中的王子，本名波塞尔·克鲁巴·塔弗拉西亚（ポセル．コルバ．タフォーラシア），各取本名的頭一個字變成波克塔（ポコタ）。因為國家蔓延不治之症而踏上尋求解藥之路；赤法師雷藏當時為了避免情況惡化，將塔佛拉希亞國的人民們裝進水晶之中以保存生命，另外將波克塔及杜可立斯兩人的靈魂移轉在布偶及獸人中以便尋找治療疾病的方法。食量超大，也會使用龍破斬，肚子拉鍊內容量是個謎團，是個優秀的魔導士與魔法工藝師，憑藉著一己之力製造出了魔導戰車和複製版光之劍（有使用時限及承載上限）。
喬昆妲（配音員：高島雅羅）
Revolution原創角色，魯威納加德王國的公爵。最後被封魔裝甲(沙那法)所吞噬而成為沙那法完全體。
奧潔兒（配音員：木村はるか）
Revolution及EVORUTION-R的原創角色。身著女僕裝出現在喬昆妲身旁登場。實際上是雷藏所製作的人偶。手腕可以變化成木槌、刀等各種造型。在身為拉多克家的女僕時頗受街坊鄰居的好評。
雖然聲稱要保護冥王之壺，但卻拜託莉娜他們破壞冥王之壺，擁有相當多疑點(保護、破壞皆為雷藏之命令)。在最後消逝的時候才被確定已經脫離了單純的人偶擁有了自己的靈魂。
娜瑪（配音員：川村萬梨阿）
Evolution-R 原創角色，謎樣般的活鎧甲(以某種手段將生命放入鎧甲之中)，名字以外的記憶一率都想不起來。（據本人說法名字似乎也有些錯誤…(?)）原本是個人類，在尋找寶物之際靈魂被壺封印在鎧甲裡面。能夠使用魔法，展開的各個身體部位都可以放出咒文攻擊；最後是傑洛士打破封印之壺，靈魂才得以回到位於橘子箱中的肉體裡。
劇中雖沒有直接說明，也暗示此人正身可能是白蛇娜卡(莉娜曾說過：「不小心因反射條件就出手了」)。
勞迪·加布列夫（配音員：阪脩（老年）/高山南（少年））
電影版-完全無欠版原創角色。在夢中向莉娜求助的大賢者。因米布洛斯島上的精靈族被魔族喬洛克滅族，使得該島的時刻停止，讓他無法結束自己的生命長眠，只能與精靈之魂相伴。為了改變這個歷史，將莉娜引誘到這個島來。少年時代的他持有光之劍。
從歷史上來看，此人真實身分為光之劍士代代相傳一族始祖，也是高里的祖先。

#### 漫畫原創角色
萊奧斯
漫畫「水龍王的騎士」中的自創主角，是莉娜漂流出封神結界後第一個碰到的人。其為水龍王的騎士，人設是あらいずいるい老師設定。

## 神魔之上的存在
金色魔王（配音員：林原惠／台灣：汪世瑋）
「比黑暗更漆黑者，比深夜更深沉者，渾沌之源，孕育一切的渾沌者，汝等皆都稱呼吾為-Lord Of Nightmare(金色惡夢之王)」「吾的意識即吾的力量，吾的力量即吾的意識，吾乃澄清的意志與純粹無暇之力!」「吾僅存於意志在此，追求毀滅之者啊，吾便如汝所願，賜於汝毀滅吧!」
混沌之海的本體，是世上誕生萬物之母，神魔共主，所有事物的泉源，亦即所有的力量在其面前都是無意義的。期待著有待一日能使世界恢復原本的樣子。莉娜從旅途中經過某個國家時，意外獲得這位"從天空墜落的魔王"知識，進而自創了「重破斬（ギガ．スレイブ）」咒文，其威力強大到必須將全身魔力耗盡的地步。原以為所謂的金色魔王只是一般的魔族，因此莉娜當時並沒有想太多，直到透過黃金龍的引導，接觸了「異界默示錄（クレアバイブル）」，才了解這等存在與黑魔法層級完全不同，以及重破斬在使用上所帶來毀滅性的巨大風險。不過也因為獲得知識量上的完整性，從中另外衍生出了向金色魔王借力的近距離咒文「神滅斬（ラグナ．ブレード）」，以刀刃外型具現，動畫版中設定為連空間都可以輕易斬斷的黑暗之刃；由於同樣魔力消耗劇烈，即使莉娜後期借助魔血玉的力量來控制混沌，也必須在短時間內分出勝負才行。
破壞神
此只為讀者臆測，小說中唯一出現破壞神名號的只在外傳一篇短篇章節中，並且是描敘將莉娜當成破壞神來崇拜的宗教。

## 神族與魔族

### 魔族
魔族原本並非生活在物質世界，而是活在精神世界的生命。其中能夠在物質世界具現出身體的強者們，稱為純魔族。由於純魔族是精神生命體，所以物理性的攻擊無法對他們造成傷害；然而較低等的亞魔族〈下級惡魔、上級惡魔〉由於使用意志力薄弱的小動物來幫助產生實體，所以物理性的攻擊仍能造成某種程度的傷害。
對於精神生命體而言，與其他存在借用力量是否定自己的行為，所以只能使用自己本身的魔力。如果有【適當的理由】，那魔族也可使用精靈魔法（精靈魔法包括白魔法）

#### 四界魔王
在本作的世界觀中，有無數個世界同時存在，而目前所知的有四個平行世界運轉著，四界是指：赤之世界、黑之世界、青之世界、白之世界；本作大部分人物所存在的世界為赤之世界。而在這四個世界當中，每個世界都有魔族和神族互相牽制著，這就是世界平衡的狀態。
以莉娜的世界為例，正是「赤眼魔王－夏布拉尼古德」以及「赤龍神－史菲德」所存在的世界；黑之世界則是由「黑暗之星－杜古拉迪古德」與「黑龍神－瓦爾菲德」所主導的異界。在動畫版中這是Try中西留斯與亞爾梅斯他們的世界，也是動畫版中原作小說的另一部姐妹作「失落的宇宙（LOST UNIVERSE）」的世界。但是小說版裡，神坂一曾經慎重的否認過SLAYERS和失落的宇宙這兩個世界的關連。就算失落的宇宙的確拿了黑暗星的名詞來用，不過原作者自己曾經說過，那只是他覺得名字很帥氣所以就拿來用了。至於青之世界與白之世界，分別為蒼穹之王和白霧所存在的世界，不過這兩個世界目前本作都未曾出現過。
這四色各代表著各魔王的象徵顏色，至於金色魔王的金色，應該是四色圍繞著金色，而金色介於四色的中間。
紅寶石之眼 赤眼魔王 夏布拉尼古德（配音員:郷里大輔）
赤眼魔王是「赤之世界」最高位的魔王，自降魔戰爭後力量被分散成七塊碎片而封印起來。
最初被喚醒的是五賢者之一的雷恩‧麥格納斯。降魔戰爭就是他和水龍王的戰爭。後記中被稱為「部下S」，和L樣一起欺負作者。
第二塊碎片是藉由賢者之石來解開眼睛裡的封印的紅法師雷藏，在未完全復活之前，莉娜利用光之劍使出不完全重破斬後毀滅。
向赤眼魔王借力的咒文有龍破斬和魔王劍
而在小說版中之後的兩年，另一塊碎片－「路克·夏布拉尼古德（ルーク＝シャブラニグドゥ）」則完全甦醒，由於路克希望自己被莉娜和高里兩人親手毀滅，因此莉娜咬碎了身上的三顆魔血玉召喚出其他三位魔王(四界魔王中的其他三界)的力量攻擊赤眼魔王，最後則是咬碎（代表赤眼魔王的）紅色的魔血玉，使出威力更上一層的龍破斬而將魔王毀滅。
散播黑暗者 黑暗之星 杜古拉迪古德
異界（黑之世界）的最高位魔王，與漆黑的龍神 瓦爾菲德為對立且互相制衡的關係。高里所擁有的光之劍，本名應為烈光之劍，事實上是散播黑暗者分身的五樣武器之一。而其他四樣武器分別為「颶風弓（ガルヴェイラ）」「毒牙爪（ネザード）」「瞬撃槍（ラグド・メゼギス）」「破神槌（ボーディガー）」
在劇情原創的動畫第三部-TRY中，其設定為在某次戰役中，黑暗之星將瓦爾菲德吞噬，導致黑暗之星突然變得狂暴化，在不分敵我的情況下，連同自己的魔族部下無一幸免，從此異界的人們陷入長期與黑暗之星對抗的惡夢。
蒼穹之王 混沌之藍
「青的世界」最高位魔王，詳細不明。
白霧 死亡之霧
「白的世界」最高位魔王，詳細不明。

#### 赤眼魔王五心腹
赤眼魔王是「赤的世界」最高位的魔王，自與赤龍神進行長達數千年的戰爭後力量被分散成七塊碎片而封印起來。其底下有五位心腹：「冥王」、「海王」、「獸王」、「霸王」、「魔龍王」。
冥王 菲布里佐（配音員：伊倉一惠/台灣：施依琳）
赤眼魔王五心腹之一，掌控生死之王，在五心腹居於領導地位，根據地為封神結界東方的「破滅沙漠」。
在第一部中，莉娜對被喚醒的赤眼魔王七碎片之一（紅法師雷藏）初次使出了重破斬，因此被冥王查覺，並計畫逼迫莉娜重現重破斬；其目的是為了讓混沌之力失去控制，藉以毀滅世界，沒料到重破斬的本質與她想像不同，反被依憑在莉娜身體而意外降臨的金色魔王給親手捻碎。
由於冥王的死，封神結界從此消失。
向冥王借力的咒文有「冥王幻朧咒」、「冥王降魔陣」。自冥王死之後，向其借力之咒文已無法再使用。
魔龍王 加布（配音員：中田讓治／台灣：李香生）
赤眼魔王五心腹之一，掌控戰爭之王，擁有龍族的屬性。
在降魔戰爭時隨赤眼魔王一起去攻打水龍王，最後被水龍王封印在人類的身體內，從此進入輪迴轉世；結果長時間與人類靈魂同化，加布漸漸開始對魔族的原始目的（毀滅萬物）感到困惑，最後加布決定背叛赤眼魔王，也從此背叛了魔族。
在第一部中，冥王佈下陷阱，故意放出消息給魔龍王，使魔龍王與莉娜戰鬥，當莉娜耗盡全力使出完全版神滅斬消耗加布的部份力量後，冥王才正式現身，並輕鬆消滅已經精疲力盡的加布。
向魔龍王借力的咒文為「魔龍烈火咆」。自魔龍王死之後，向其借力之咒文已無法再使用。
獸王 潔拉絲
赤眼魔王五心腹之一，掌控謀略之王，根據地是封神結界南方的「群狼之島」，部下只有獸神官傑洛士一人。
向獸王借力的咒文為「獸王牙操彈」。
海王 達爾菲
赤眼魔王五心腹之一，掌控空間之王，根據地是封神結界西方的「魔海」。
向海王借力的咒文有「海王滅殺斬」、「海王槍破擊」。
霸王 古勞雪拉
赤眼魔王五心腹之一，掌管動亂之王，根據地是封神結界北方的「北方據點」，五心腹之中僅霸王有四個部下。
向霸王借力的咒文有「霸王雷擊陣」、「霸王冰河烈」。
在小說中以極小的一部份力量(末端體)出現在莉娜們面前，最後被莉娜的完全版神滅斬所打敗；不過霸王本體並沒有死。

#### 高位魔族
獸神官 傑洛士（CV配音員：石田彰；台灣：張文俊(NEXT)／梁剛華、朱憶華(TRY)）
獸王的神官，由於獸王並沒有將軍，因此傑洛士等於擁有獸將軍與獸神官的雙重力量，在魔族中實力只僅次於赤眼魔王的五心腹，在降魔戰爭只需划一下手指便能殲滅無數的龍族。典型的腹黑角色，但是絕不說謊，當遇到無法透露的情況時就會以「這是秘密」這句話直接帶過去。幫助莉娜只是利害關係一致而已。必要時可以背叛莉娜。弱點是精神攻擊。
霸王將軍 雪拉
小說第九卷登場。以魔劍「杜魯戈法」（事實是「杜魯戈法」是雪拉本體的一部分）作惡。目的是找出能不被魔劍侵蝕的人類，也就是赤眼的第三個分身。最後被莉娜消滅，臨死前露出笑容。因為她已經找到了要找的人。那就是在戰鬥中接觸了「杜魯戈法」，而未被侵蝕的－路克。（小花絮：雪拉很在意自己的名字。在意到要在戰鬥中撤退的地步……其原因是因為魔王的心腹很喜歡將自己的真名稍加諸在自身部下的名字裡，因此霸王將軍非常討厭自己的名字；其他四位魔王的心腹大部分也亦是如此，例如從獸王潔拉絲與獸神官傑洛士的名字中即可觀察出其中微妙的變化）
霸王將軍 諾斯特
小說外傳13卷後記登場。被命令去採訪在賽倫圖書館的阿梅莉亞，結果被踢出圖書館。被英文資料錯誤記載為神官，實際上是將軍。
霸王神官 戴、霸王神官 顧羅
只有在小說後記中出現名字的魔王神官，一切不明。
海神官 修蕾卡
在漫畫《水龍王的騎士》登場。有操作失去意識的人的能力。控制“水龍王的騎士”萊奧斯，企圖搞破壞。最後被莉娜和覺醒的萊奧斯擊退，生死不明。
海將軍 里克斯法爾特
漫畫《水龍王的騎士》登場。氣勢洶洶的來襲，實際上只是修蕾卡放出的煙幕彈。殺死萊奧斯的師傅「無名」之後，被憤怒的萊奧斯腰斬，消失，生死不明。
龍神官 拉尔泰克
只在小說和漫画中登場。小说第六卷以拉多克家管家的身份登场，最后死于莉娜和杰洛士的联手攻击。漫画里魔龙王死后转投冥王麾下，成为控制高里的铠甲，被高里用光之剑杀死。
龍將軍 拉夏铎
只在小說和漫画中登場。小说第七卷以迪尔斯王国的将军身份登场，魔龙王死后转投冥王麾下，后被莉娜殺死。漫畫裡死於傑洛士的攻擊。
冥神官、冥將軍
降魔戰爭中犧牲。冥神官死於龍族精靈人類聯軍之手，冥將軍死於水龍王之手。

#### 中位魔族
坎傑爾
魔龍王加布所屬的中位魔族，以英俊的刀疤男型態現身；擁有能夠正面抵擋龍破斬的實力。動畫版中最後被莉娜未完成的神滅斬所毀滅。
瑪珍達
動畫里與坎傑爾一起行動的魔族，被莉娜消滅；小說里參與崇拜赤眼魔王的邪教，被傑洛士消滅。魔龍王的部下。

#### 下級魔族
賽格拉姆
與亞特拉斯市魔導士協會評議長荷西佛姆訂定不死的契約的魔族。原本為獸王的部下，之後背叛魔族加入魔龍王的陣營。
喬洛克（配音員：玄田哲章）
電影-完全無欠版中，支配著米布洛斯島的魔族。普通是青蛙的樣子，控制島上的人們，將人類當作玩物，以人類的負面感情為食。
遠古時代殺了島上所有的精靈，只因為覺得有個人反抗比較好玩而留下勞迪。雖然曾離開米布洛斯島，在電影-完全無欠版故事開始的前一年回到了島上。

### 神族

#### 四界龍神
赤龍神、黑龍神、白龍神、青龍神。

#### 赤之世界的神
赤龍神 史菲德
「赤之世界」的主神，與赤眼魔王進行長達數千年的戰爭後，將魔王分成七份封入人體，留下四個分身之後毀滅。
由於本身並未完全消滅，史菲德的部份力量與意志寄宿在赤龍神騎士的身上，也就是露娜‧因巴斯。
赤龍神的武器有赤龍神劍（現在在露娜·因巴斯手里）和斬妖劍（小說第二部成為高里的武器）

#### 赤龍神四分身
火龍王 瓦拉巴薩德
史菲德的分身之一。在Try中，菲莉雅所在的黃金龍族侍奉的就是火龍王。
水龍王 拉格拉提亞
史菲德的分身之一。在降魔戰爭中被北方魔王（赤眼魔王碎片之一）所打敗，最後之時用盡所有力量，將北方魔王冰封在卡達特山脈，也將魔龍王加布封印至人類體內。水龍王死後留下的殘餘碎片，就是NEXT中的阿克亞老婆婆（在與魔龍王加布對抗中犧牲）。根據小說裡設定，意識的殘餘碎片轉生到榭菲理亞，成了榭菲理亞的女王。
空龍王 巴爾溫
史菲德的分身之一。初期的時候被記載成「天龍王」，後來則改為「空龍王」。在漫畫版《水龍王的騎士》中登場，賜予莉娜神明之力。
地龍王 朗戈特
史菲德的分身之一。

#### 黑之世界的神
漆黑的龍神 夜之龍 瓦爾菲德
黑之世界的神。在TRY中，與黑暗之星長期爭戰後敗北，因此力量被吸收。最後和黑暗之星決定一起將世界淨化再生。
亞爾梅斯（配音員：茶風林／台灣：符爽）
Try原創角色。原是祀奉黑龍神瓦爾菲德的異界神族，為了召喚暴走的黑暗之星到赤的世界而出現在莉娜一行人的面前。極力想避免無謂的犧牲，不過他的同伴們似乎持反對意見。
因為異界神族的精神是放在不同的精神界，因此大部分的魔法皆無法攻擊他們。不過肉體卻很脆弱，物理性的攻擊異常有效。
艾魯洛戈斯（配音員：堀之紀／台灣：王慕航）
Try原創角色。原是祀奉黑龍神瓦爾菲德的異界神族，為了召喚暴走的黑暗之星到赤的世界而出現在莉娜一行人的面前。屬於激進派，單純只想拯救自己世界而希望把黑暗之星召喚到赤的世界。
擁有傑洛士等級的力量，同樣能夠以一人之力毀滅大半龍族。
西留斯（配音員：家中宏／台灣：王慕航）
Try原創角色。原是祀奉黑龍神瓦爾菲德的異界神族，為了召喚暴走的黑暗之星到赤的世界而出現在莉娜一行人的面前。個性較亞爾梅斯和艾魯洛戈斯溫和許多，立場中立，較少說話。

## 龍族
米爾蓋茲亞（配音員：大倉正章／台灣：孫誠）
最有智慧的龙，黄金龙（ゴールデン·ドラゴン）的长老。是在以前降魔战争时幸存，认识傑洛士的龙族。使用能够增幅在精神世界面的干涉能力的「咒灵铠(リチュアル·アーマー)」。拥有着和普通的纯魔族不能竞争的实力，但其本人曾經直言害怕傑洛士之力量，原因在於獨眼魔王之下的五位魔王，都會從自身分割出兩個有如分身的高位魔族作為助手，分別是神官及將軍。但獸王只是分割出傑洛士一個獸神官，傑洛士一人有著神官加上將軍之強大魔力，因此傑洛士是僅次於五大魔王之下的最強魔族。
相比之下黃金龍族只是繼承著所屬龍王之稀薄血統，未有完整地承傳龍王的力量，縱使站立於黃金龍族頂端，黃金龍族與高位魔族之力量還有極大差距。降魔战争时失掉了右臂，现在装着义手。这个义手是根据龙的技术和知识被做了的非常精巧的东西，因为跟真的右手完全一样，所以几乎连自己都已经忘记那是义手。由于行动的必要变成人的身姿（相当于美型的中年男性）。在Next中引导莉娜去了有「異界黙示録（クレアバイブル）」的地方，帮助被魔龙王攻击而受伤的众人治疗。在之后的小说版调查魔族的活动的途中遇到莉娜等人，委托他们一起行动。经常以严肃的面孔说着莉娜等人类受不了的冷笑话（莉娜：米爾蓋西亞应该将他的笑话当成精神攻击武器来使用，搞不好可以很轻松的打倒那些魔族呢）。不过，好像对于龙族和妖精族感到很有趣。在原作小说中，被高里再三稱呼「大蜥蜴中的伟大人物」，不过，本人讨厌这种说法。是SLAYERS全登场的人物中唯一可以使用精灵魔法、黑魔法、神圣魔法的人物。
菲莉雅·烏爾·科普特（配音員： 桑島法子； 朱憶華； 譚淑嫻）
TRY中登場的角色，黃金龍族的女巫。平時化身成人類的型態，但是由於技術不純熟，偶爾會出現尾巴無法消失因此藏在裙子裡。生氣或者是情緒激動時尾巴就會露出來，暴走時更會變回龍（第5話）。討厭有關魔族的一切，和傑洛士是經常吵嘴的對象。在一切結束後開了家壺的專賣店。
瓦爾加布（配音員： 高木涉； 符爽）
TRY中登場的角色，是眾多龍族系譜之一：古代龍族（音譯：安聖德龍族）的僅存後裔。黃金龍族聲稱古代龍族邪惡而殘暴，因此集合全族之力把對方滅族。然而實際上古代龍族具有單憑一代就足以匹敵黃金龍族數千年功力之強大潛力，黃金龍族害怕古代龍族終有一日會威脅到他們龍族頂端的位置，因此以壓倒性數量差距圍剿古代龍族。
對黃金龍族極度憎恨，被黃金龍族追殺瀕死之際被魔龍王加布所救，並且賜予魔族之力，從此效忠於加布之下。之後得知加布死訊後，瓦爾加布立誓要為加布報仇，而不斷尋找莉娜一行人，卻也遇上黃金龍族的女巫菲莉雅。與黑暗之星同化後成為世界之巨大威脅，最後未有跟黑暗之星一同被消滅，被淨化回到幼龍的型態並成為菲利亞的養子。

## 精靈族
擁有強大魔力的亞人類，是和妖精族相近的種族。遠比人類長壽，長耳是特徵。因為個性不喜與人接觸，所以通常都會住在森林裡。
梅莉琳（配音員：白鳥由里）
電影版-完全無欠版中，米布洛斯島上的精靈族少女，和人類的勞迪是一對戀人，在村子的祭典被魔族喬洛克和村人一同被殺害。
梅茵菲絲
十二卷登場，精靈族。和米尔盖兹亚一起登場。和莉娜，高里，米麗娜，路克，米爾蓋茲亞一起解決了霸王的動亂。

## 其他
無法分類的生物。
L
出現在原作小說的後記當中，FANS都敬稱為「L様」，自稱是個金髮美人。為了佔領後記與作者有許多腥風血雨的過去。真實身分還是一團謎，但有部下S和部下D各一名。